# Desa Penusupan (administrativ by i Indonesien, lat -7,60, long 109,61)
Desa Penusupan är en administrativ by i Indonesien.   Den ligger i provinsen Jawa Tengah, i den västra delen av landet, 300 km sydost om huvudstaden Jakarta.